# Första kinesisk-japanska kriget
Första kinesisk-japanska kriget, även känt som första sino-japanska kriget, (kinesiska: 中日甲午戰爭; pinyin: Zhōngrì Jiǎwǔzhànzhēng; japanska: 日清戦争 rōmaji: Nisshin Sensō) var en väpnad konflikt mellan Qingdynastins Kina och Japanska imperiet, som varade från den 1 augusti 1894 till den 17 april 1895. Kriget gällde i huvudsak kontrollen över Koreahalvön och resulterade i en förskjutning av makten i området till Japans fördel.
På svenska benämns kriget omväxlande sino-japanska kriget och kinesisk-japanska kriget. För att skilja detta från det andra sino-japanska kriget så kallas kriget "Jiawukriget" (甲午戦争) på kinesiska, eftersom det inträffade under det kinesiska året med samma namn. Den japanska benämningen "Nisshin Sensō" betyder bokstavligt "Japan-Qing-kriget".

## Bakgrund
Kina och Japan tävlade under denna tid om inflytandet över Korea. Under Joseondynastin var Korea en tributpliktig stat till Kina. År 1875 tillät dock Qing Japan att erkänna Korea som en självständig stat. Trots detta hade Kina fortfarande stort inflytande över landet. Den allmänna opinionen om detta var delad. De konservativa elementen i den koreanska regeringen ville behålla de nära relationerna till Qing medan reformisterna ville reformera landet och knyta närmare förbindelser med Japan.
Redan på 1880-talet kom det till en häftig konflikt mellan Kina och Japan om Korea, och endast med möda undgicks öppet krig den gången. Li Hongzhang och Hirobumi Ito enades år 1885 om ett fördrag i vilket båda staterna lovade att dra tillbaka sina trupper från Korea och att inte skicka dit några nya utan att först underrätta den andra makten.
När en pro-japansk reformist mördades 1894 utlöste dådet ett bondeuppror som leddes av den religiösa rörelsen donghak. Den koreanska regeringen bad Kina om hjälp med att slå ner upproret. Qing meddelade då den japanska regeringen om sin avsikt att skicka trupper till den koreanska halvön i enlighet med Tianjinfördraget från 1858.
I avtalet hade fastslagits:
- (a) ett ömsesidigt tillbakadragande av expeditionsstyrkor från Korea.

- (b) att militära instruktörer inte skulle sändas för att träna den koreanska armén.

- (c) att den andra sidan skulle meddelas i förväg om den ena sidan beslöt att skicka trupper till Korea.

I avtalet underförstods att de trupper som skickades till Korea skulle dras tillbaka så fort som möjligt.

### Upptrappningen till krig
I början av 1894 anlände de kinesiska trupperna, under ledning av Yuan Shikai, till Korea. Japanerna, som ville förhindra ökat kinesiskt inflytande över Korea, närmast letade efter en ursäkt att invadera. När så Yuan Shikai på koreanernas begäran stannade kvar i Korea med sina trupper, så skickade den japanska regeringen en expeditionsstyrka till halvön som var tre gånger så stor som den kinesiska.
Då Kina nu krävde att de japanska trupperna skulle dras tillbaka, svarade Japans kejsare att han inte ämnade utrymma Korea förrän Kina erkänt landets fullständiga självständighet. Kina vägrade.
De japanska trupperna besatte det kejserliga palatset i Seoul och tog den koreanske kejsaren till fånga. För att ytterligare utöka sitt inflytande tillsatte japanerna marionettregering. Qing, som fortfarande betraktade Korea som ett lydrike, protesterade kraftfullt mot detta. Den nya koreanska regeringen gav då japanerna rätt att kasta ut de kinesiska trupperna.

## Krigets förlopp

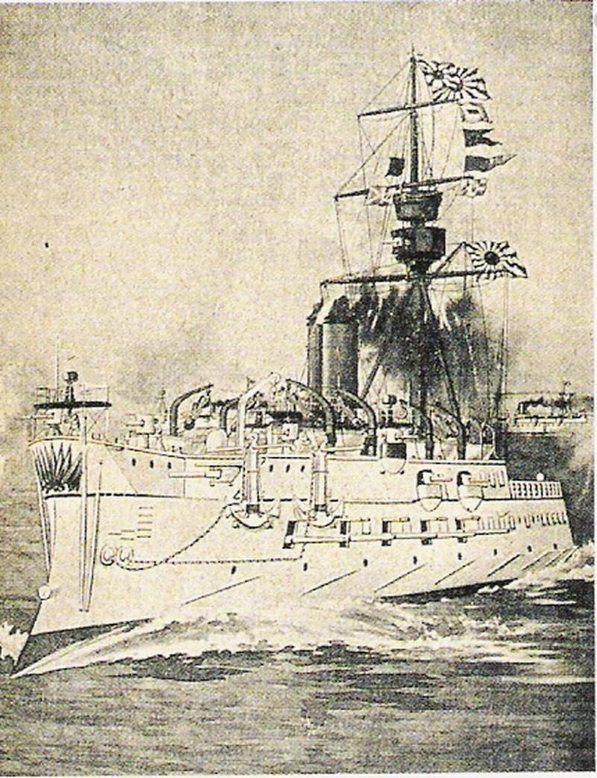
Den japanska kryssaren Matushima, sjösatt 1890.

Den officiella krigsförklaringen utfärdades den 1 augusti 1894, även om mindre sjöstrider redan pågått under en kortare tid. De japanska armén besegrade kineserna i en serie slag kring Seoul och Pyonyang, vilket tvingade dessa att retirera norrut. Den 17 september möttes de japanska och kinesiska flottorna vid inloppet till Yalufloden.
Det följande slaget slutade med en förkrossande japansk seger. Den kinesiska flottan förlorade 8 av sina 12 krigsfartyg och tvingades att sätta sig i säkerhet i den befästa flottbasen Weihaiwei. Den 21 november landsteg japanska trupper på det kinesiska fastlandet och intog hamnstaden Port Arthur. Resterna av den kinesiska flottan anfölls på nytt av japanerna den 20 januari följande år och tillintetgjordes.

### Freden
Efter Weihaiweis fall, och samtidigt som vintern började bli mildare, fortsatte den japanska framryckningen in i Manchuriet. Nederlagen tvingade Qing till fredsförhandlingar, där europeiska stormakterna fick stort inflytande. Japanerna uppställde i början mycket stora krav, men tvingades bit för bit falla undan för de europeiska makternas påtryckningar.
Shimonosekifördraget slöts i april 1895. Kina förlorade slutgiltigt kontrollen över Korea och tvingades att avträda Liaodonghalvön med hamnstaden Port Arthur i södra Manchuriet. Ryssland oroades dock av ett alltför starkt Japan och tvingade, understött av Tyskland och Frankrike, japanerna att återlämna Port Arthur till Kina i utbyte mot 30 miljoner tael.
Efter fredens återställande krävde de europeiska stormakterna betalning av Kina för sin hjälp. Frankrike erhöll vidsträckta rättigheter inom de kinesiska provinser som låg intill de franska besittningarna i Indokina, och därtill en förmånlig reglering av den indo-kinesiska gränsen. Tyskland fick rätt för tyska medborgare att bosätta sig i Hankou och Tianjin. Lejonparten tog dock Ryssland, som hade gjort Kina speciella tjänster. Framför allt förmedlade Ryssland i Frankrike ett lån på 400 miljoner francs åt kineserna, som på så sätt skulle sättas i stånd att betala krigsskulden och genomföra de mest trängande reformerna. Till säkerhet för ränta och amortering tvingades Kina pantsätta en hel del av sina tullinkomster. I ersättning för denna tjänst tillförsäkrade sig Ryssland i ett hemligt fördrag (i november 1896) vittgående rättigheter i norra Kina. Viktigast bland dessa var tillåtelsen att bygga en rysk järnväg genom Manchuriet. Till skydd för denna bana fick Ryssland rätt att hålla militärposteringar utefter hela linjen. l händelse av ett krig i Östasien skulle Ryssland vidare få militärt besätta och befästa hamnen Jiaozhou. De av japanerna utrymda hamnarna Port Arthur och Dalian Wan förband sig Kina att inrätta till krigshamnar och i händelse av krig öppna för ryska trupper. Detta fördrag innebar i praktiken Rysslands ekonomiska och militära diktatur i Manchuriet och i händelse av krig ett ryskt militärt herravälde över de nordkinesiska farvattnen.

## Resultat och följder
Japans seger över Kina innebar att maktbalansen i Asien slutgiltigt svängde över till Japans fördel. Anledningen till segern låg främst i den omfattande omstrukturering som landet upplevt under Meijirestaurationen då dess stridskrafter, såväl till lands och sjöss, hade rustats upp. Kina däremot höll fast vid den traditionella strukturen, hårt plågad av korruption. Bland annat förskingrades stora delar av flottans budget, vilket bidrog till att den inte kunde mäta sig med sin japanska motsvarighet.
Stormakternas inblandning i Shimonosekifördragets bestämmelser orsakade dock stor förbittring i Japan, vilket i sin tur kom att bli en av orsakerna till rysk-japanska kriget tio år senare. De japanska statsmännen kom nu att se det som sin viktigaste uppgift att förena sig med Kina för att gemensamt avvärja det europeiska förmynderskapet. Man började till och med fundera på möjligheten att skapa en gemensam östasiatisk religion; ett östasiatiskt kulturförbund grundades under presidium av en japansk prins och utsträckte sin verksamhet ända till Indokina. Därtill sökte Japan utnyttja sitt förmånliga geografiska läge för att undantränga européerna från deras ställning i handeln med Kina. Såsom redan var överenskommet i Shimonosekifördraget slöts ett handelsfördrag mellan Kina och Japan, enligt vilket japanerna skulle behandlas som den mest gynnade nationen på den kinesiska marknaden.

## Bilder

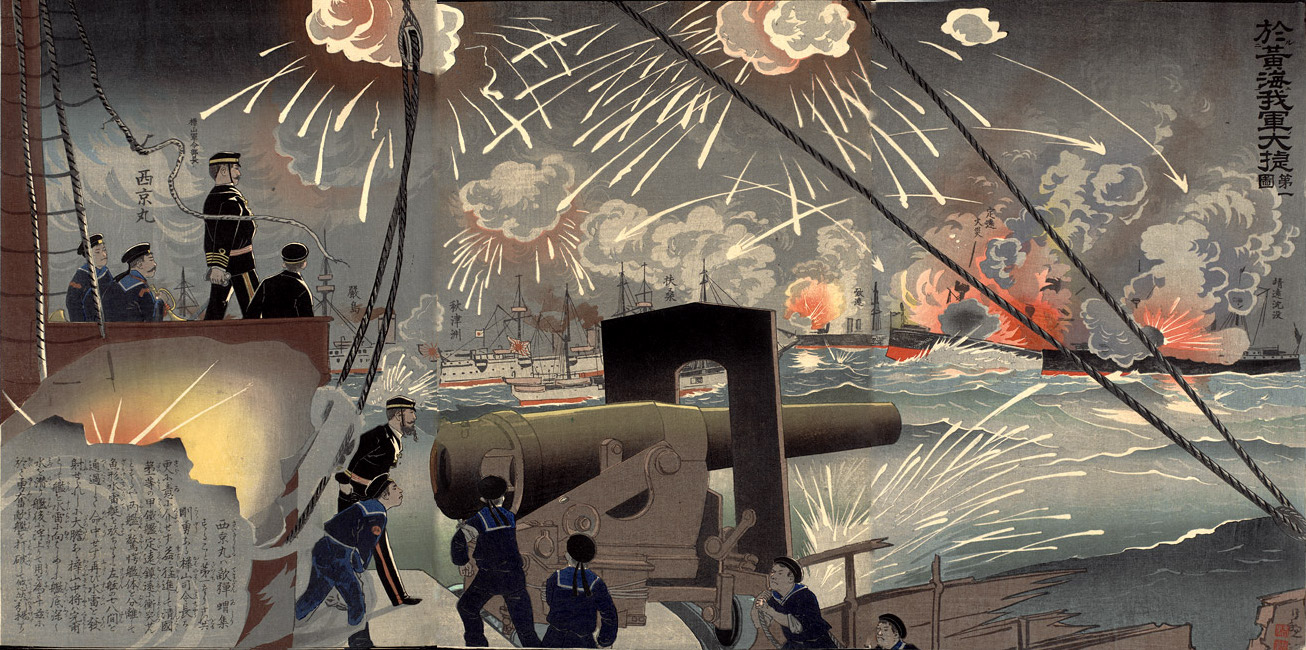
Slaget vid Yalufloden, blocktryck av Kobayashi Kiyochika.
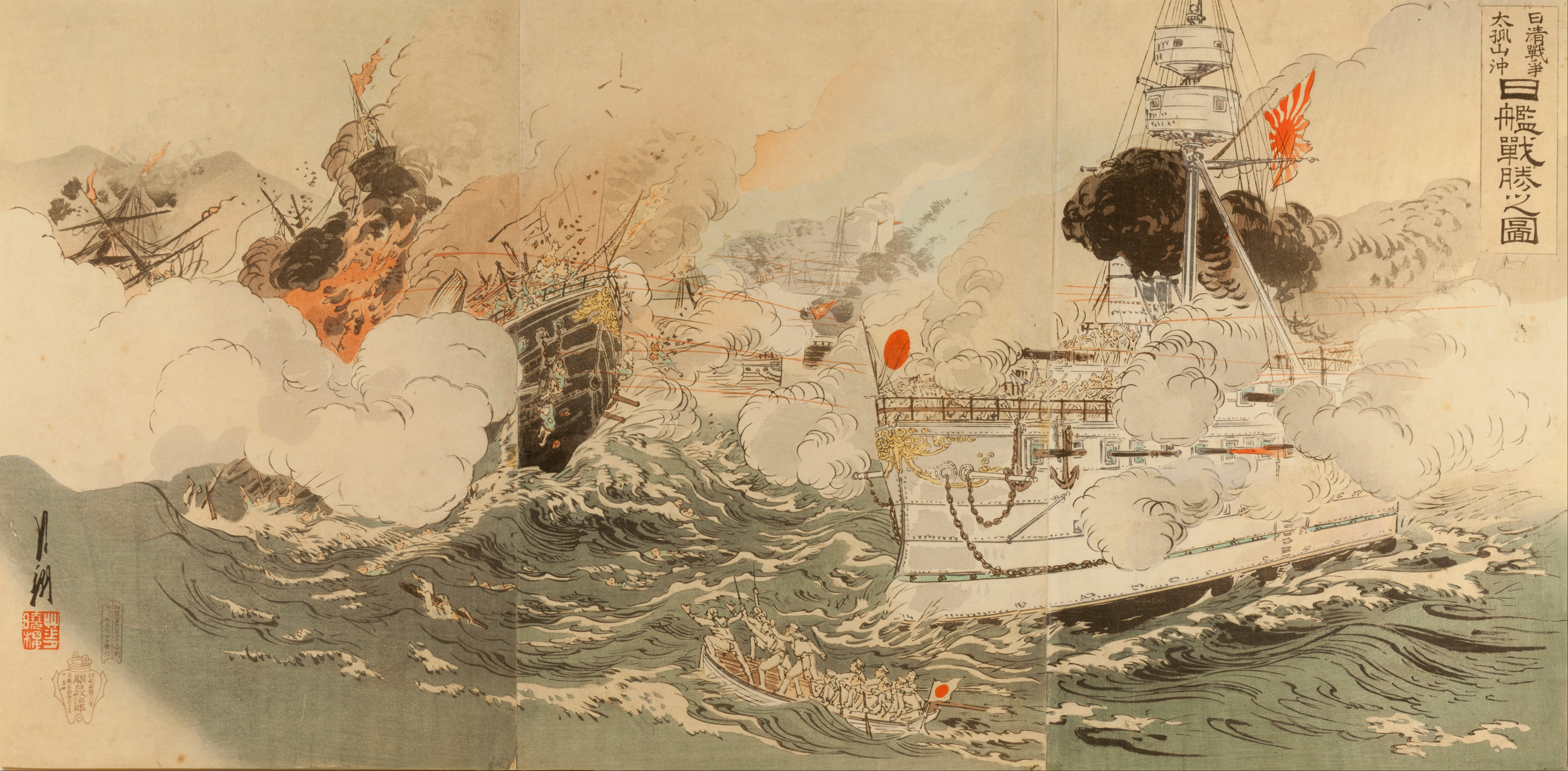
Strid mellan japanska och kinesiska flottstyrkor, blocktryck av Ogata Gekkō.
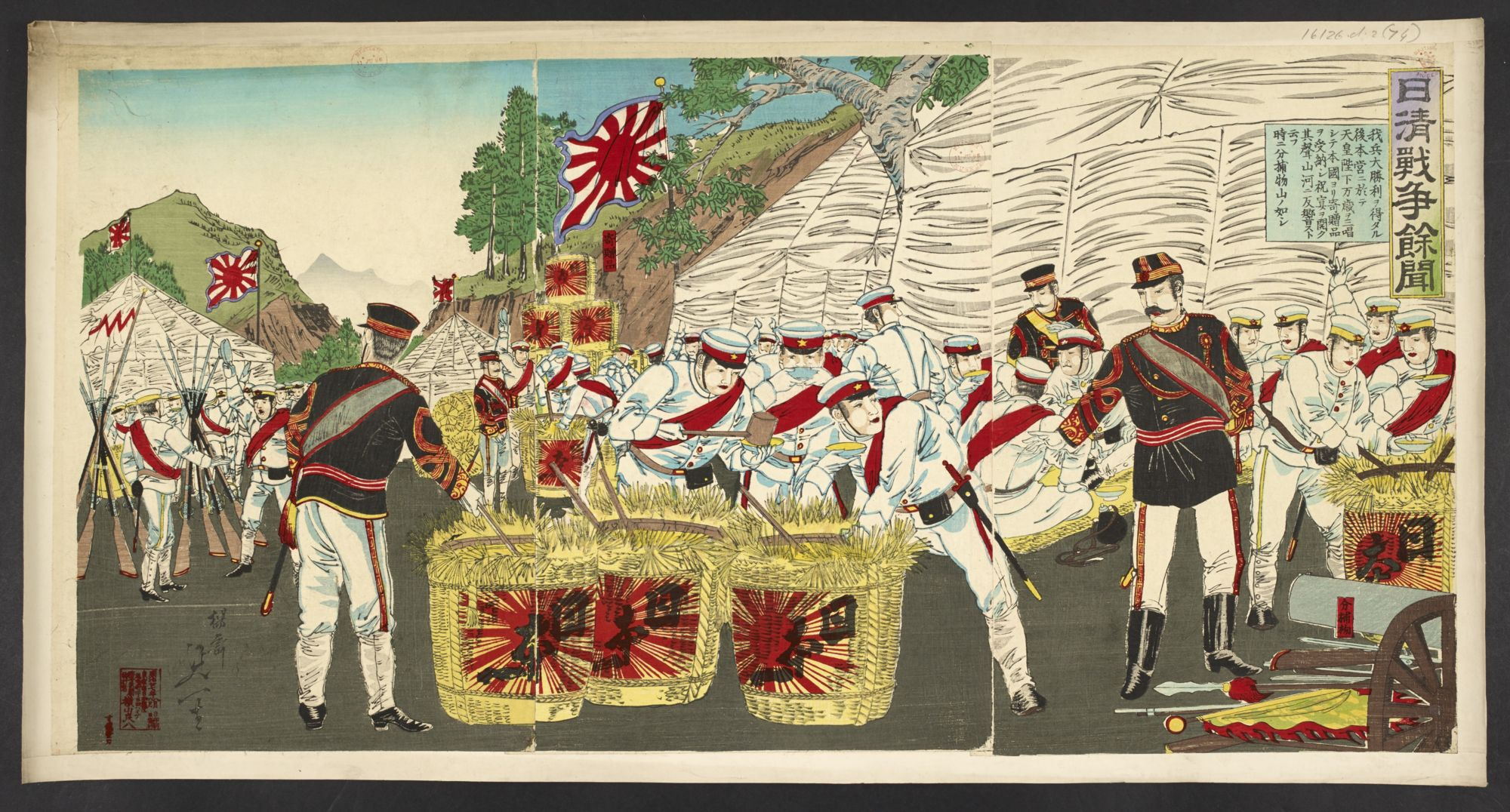
Japanska soldater i ett härläger, blocktryck av Nobukazu Yōsai.
Japanska och kinesiska trupper i strid, blocktryck av Utagawa Kuniteru.
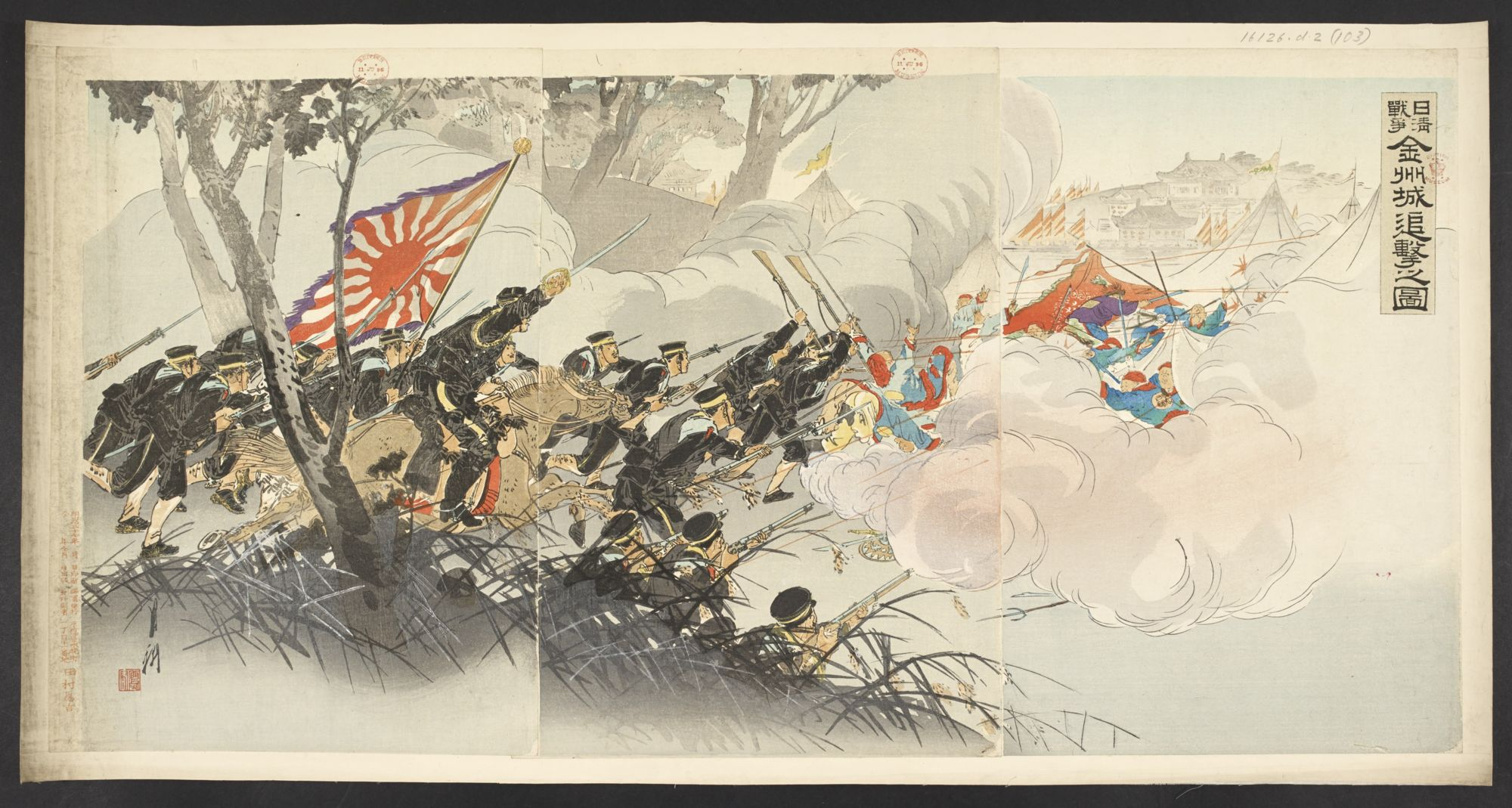
Segrande japanska trupper förföljer flyende kineser.
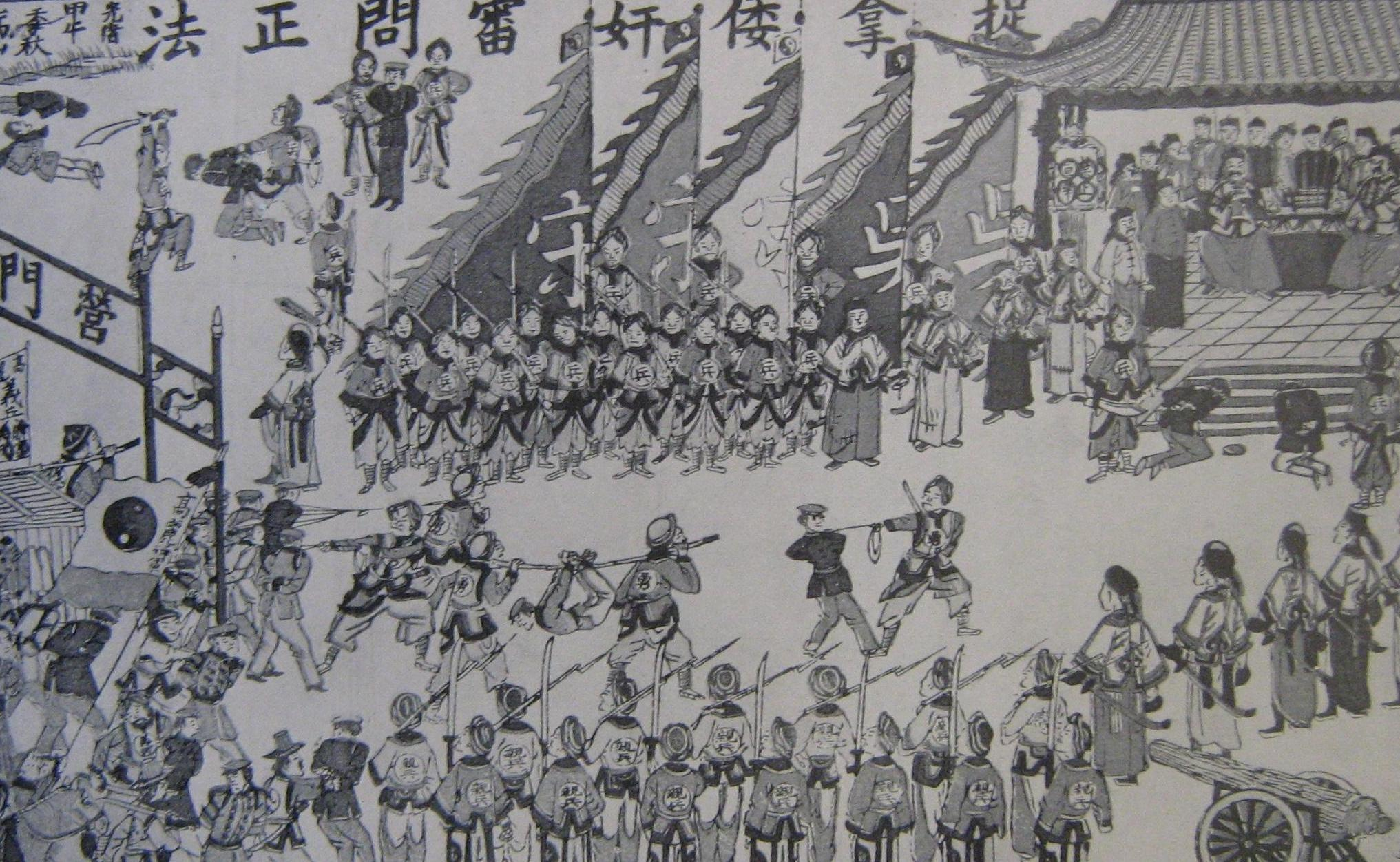
Tortyr och avrättning av Japanska fångar i ett kinesiskt läger. Träsnitt av okänd konstnär.